# Batman: Gothamský rytíř
Batman: Gothamský rytíř (v originále Gotham Knight a Gossamu Naito) je americko-japonský animovaný povídkový film, který byl roku 2008 vydán na DVD. Tvoří ho šest různých příběhů od různých režisérů, scenáristů a animačních studií. Příběhy jsou situovány do období mezi filmy Batman začíná a Temný rytíř, ale nejsou oficiální součástí série.

## Segmenty

### 1. Mám pro vás příběh
Mám pro vás příběh (v originále Have I Got a Story for You) je prvním příběhem. Animaci vytvořilo studio Studio 4°C, režisérem byl Shoujirou Nishimi, scénář napsal Josh Olson.
Popisuje čtyři svědectví dětí o boji mezi Batmanem a kriminálníkem zvaným Man in Black.

### 2. Křížová palba
Křížová palba (v originále Crossfire) je druhým příběhem. Animaci vytvořilo studio Production I.G, režisér byl Futoshi Higashide a scénář napsal Greg Rucka.
Popisuje příběh policistů Crispuse Allena a Anny Ramirezové, kteří pracují pro poručíka Jamese Gordona. Ti mají za úkol odvést uprchlého trestance Jacoba Feelyho, kterého chytil Batman, zpět do ústavu Arkham. Při zpáteční cestě se zapletou do nemilosrdné přestřelky mezi gangy vedenými bossy The Russian a Salem Maronim.

### 3. Praktická zkouška
Praktická zkouška (v originále Field Test) je třetím příběhem. Animaci vytvořilo studio Bee Train, režisér byl Hiroshi Morioka a scénář napsal Jordan Goldberg.
Popisuje využití vynálezu Luciuse Foxe, který dokáže elektromagnetickým polem odrazit projektily malé ráže. Bruce Wayne mezitím hraje dobročinný golfový turnaj s developerem Ronalde Marshallem a rozmlouvá s ním o podivné smrti Teresy Williamsové, která byla proti Marshallovým plánům. Později Wayne využije Foxova vynálezu pro své brnění Batmana. Zprostředkuje setkání vzájemných rivalů tamějších gangů The Russian a Sala Maroniho, které se pokusí zatknout, ale musí je nechat jít, aby zachránil postřeleného mladíka.

### 4. Číhá v temnotě
Číhá v temnotě (v originále In Darkness Dwells) je čtvrtým příběhem. Animaci vytvořilo studio Madhouse, režiséry byli Yasuhiro Aoki a Yuichiro Hayashi, scénář napsal David S. Goyer.
Popisuje únos kardinála O'Fallona do hlubin stok údajně obřím ještěřím monstrem. Batman se setká s poručíkem Gordonem a vydá se po stopě ještěra do městské kanalizace. Gordon mezitím zjistí, že se jedná o Waylona Jonese, psychotika, který byl pacientem Dr. Jonathana Cranea, zvaného Scarecrow. Ve stoce se ukáže, že za únosem je Scarecrow a že tamní vzduch je prosycen jeho plynem strachu.

### 5. Porazit bolest
Porazit bolest (v originále Working Through Pain) je pátým příběhem. Animaci vytvořilo Studio 4 °C, režisérem byl Toshiyuki Kubooka a scénář napsal Brian Azzarello.
Popisuje vzpomínky Bruce Wayne ještě předtím než se stal Batmanem. Mladý Wayne je na cestě po Asii, kde se snaží přesvědčit tamní fakíry, aby mu odhalili své vědění a pomohli mu vypořádat se s bolestí. Fakíři to odmítnou, ale pomůže mu Cassandra, která se u fakírů učila. Tyto vzpomínky se mu promítají v době, kdy se snaží, vážně zraněný, dostat z kanalizace na povrch.

### 6. Smrtinos
Smrtinos (v originále Deadshot) je šestým a závěrečným příběhem. Animaci vytvořilo studio Madhouse, režisérem byl Jong-Sik Nam a scénář napsal Alan Burnett.
Popisuje příběh nájemného zabijáka jménem Deadshot, který své oběti zabíjí s pomocí odstřelovací pušky, kterou mistrovsky ovládá. Místní boss The Russian si ho najme, aby odstranil poručíka Gordona. Policie poté požádá Batmana, aby ho ochránil. Batman zabrání Gordonově smrti, a poté se utká s Deadshotem na střeše jedoucího vlaku.

## Obsazení
| Kevin Conroy             | Bruce Wayne / Batman (hlas)               |
| Jim Meskimen             | James Gordon a Deadshot (hlasy)           |
| George Newbern           | Man in Black (hlas)                       |
| Corey Burton             | The Russian, Marshall a Scarecrow (hlasy) |
| Gary Dourdan             | Detektiv Allen (hlas)                     |
| Ana Ortiz                | Detektiv Ramirezová (hlas)                |
| Rob Paulsen              | Maroni (hlas)                             |
| Kevin Michael Richardson | Lucius Fox (hlas)                         |

## Vydání
Film byl v USA vydán na DVD a Blu-ray 8. července 2008. Celkem se v USA prodalo okolo 337 000 kusů.